# Möllendorffstraße 86/87 und Scheffelstraße 1
Das Eckhaus Möllendorffstraße 86–87 / Scheffelstraße 1 ist ein Wohn- und Geschäftsgebäude im Ortsteil (Alt)-Lichtenberg des Berliner Bezirks Lichtenberg. Es wurde zu Beginn des 20. Jahrhunderts errichtet und steht unter Denkmalschutz.

## Geschichte
Die hier dargestellten Wohnmietshäuser sind in den 1900er Jahren im Auftrag des Eigentümers und Rittergutsbesitzers E. Roeder errichtet worden. Zu dieser Zeit trug die Straße noch den Namen Dorfstraße und das Eckgebäude war Haus Nummer 82. Hier war das Postamt für die Landgemeinde Lichtenberg eingerichtet, auch Postamt Lichtenberg III genannt, welches eine der ersten öffentlichen Fernsprecheinrichtungen in Lichtenberg besaß.
Um das Jahr 1910 wurde aus Dorfstraße 82 das Haus Möllendorffstraße 86/87; es bot Wohnungen für 18 Mietsparteien (Stand 1930).
Auch nach dem Krieg und in der DDR-Zeit befand sich im Erdgeschoss des Gebäudes stetig weiterhin eine Posteinrichtung, die bald zu einer Filiale vom Hauptpostamt Lichtenberg wurde.
Im Berliner Telefon- und Adressbuch 1986 heißt es unter Jacques-Duclos-Str. 87 (Namensänderung der Möllendorffstraße in Jacques-Duclos-Straße unter Beibehaltung der Hausnummern): PA Lichtenberg 2.
Nach dem Mauerfall und den verwaltungsmäßigen Änderungen in Berlin musste die Filiale der Deutschen Post hier schließen, nun etablierten sich in den Räumen verschiedene Handelseinrichtungen wie ein Brautmodengeschäft (ab 1990, in den Räumen der ehemaligen Post); in den 2020er Jahren wurden die früheren Schalterräume der Post aufgegebe. Um die Ecke in der Möllendorffstraße 87 etablierten sich ein Eiskunstlaufshop und ein Reitzubehörladen (noch schwach erkennbar an dem Leuchtreklameschild mit einem stilisierten Rennpferd; er musste gegen Ende der 2010er Jahre schließen, die Räume stehen leer) und ein Secondhand-Laden im Erdgeschoss des Hauses Nummer 86, dem 1991 ein von Vietnamesen betriebenes Blumengeschäft vorausgegangen war.

## Beschreibung

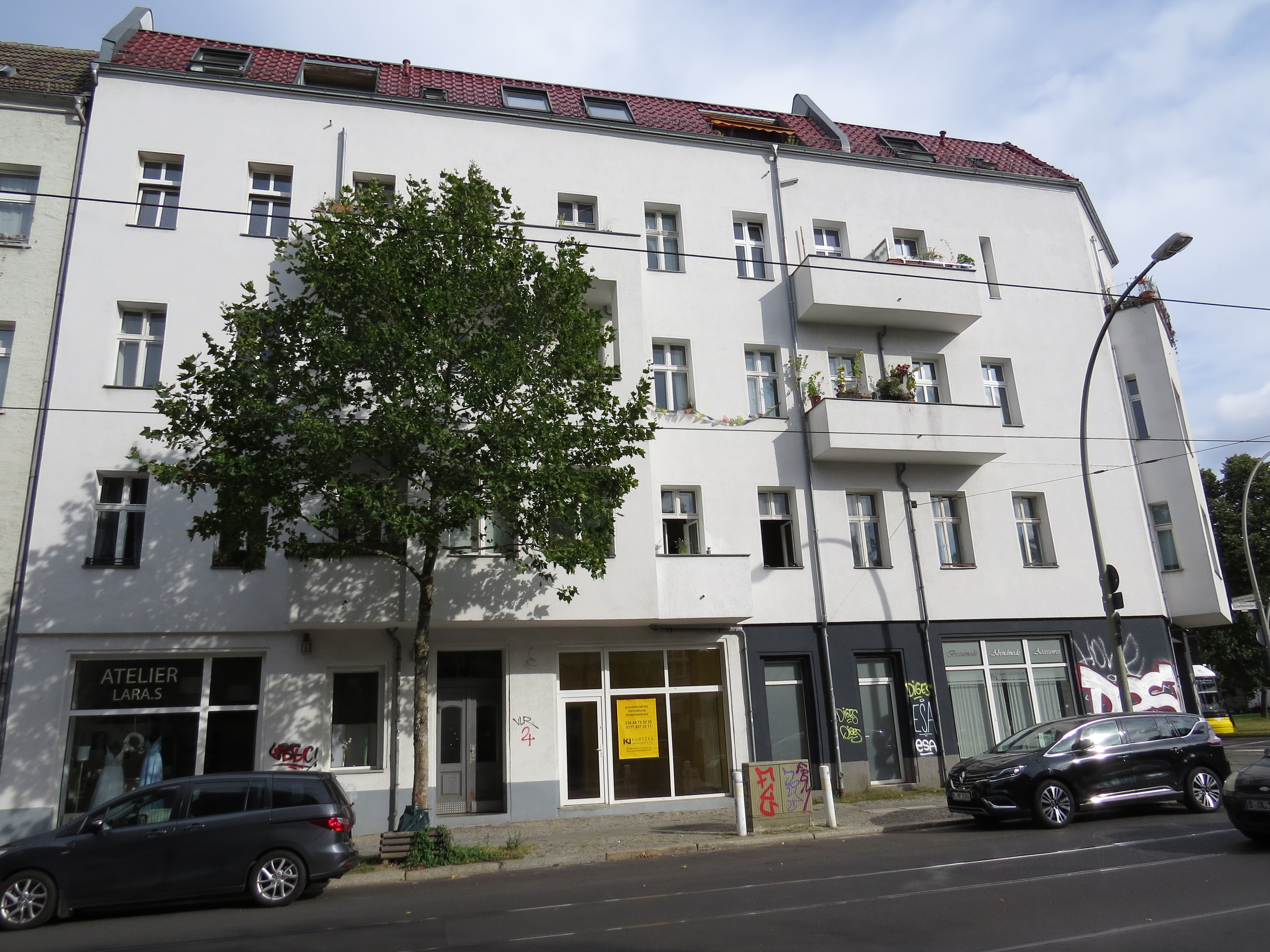
Fassade der Scheffelstraße 1

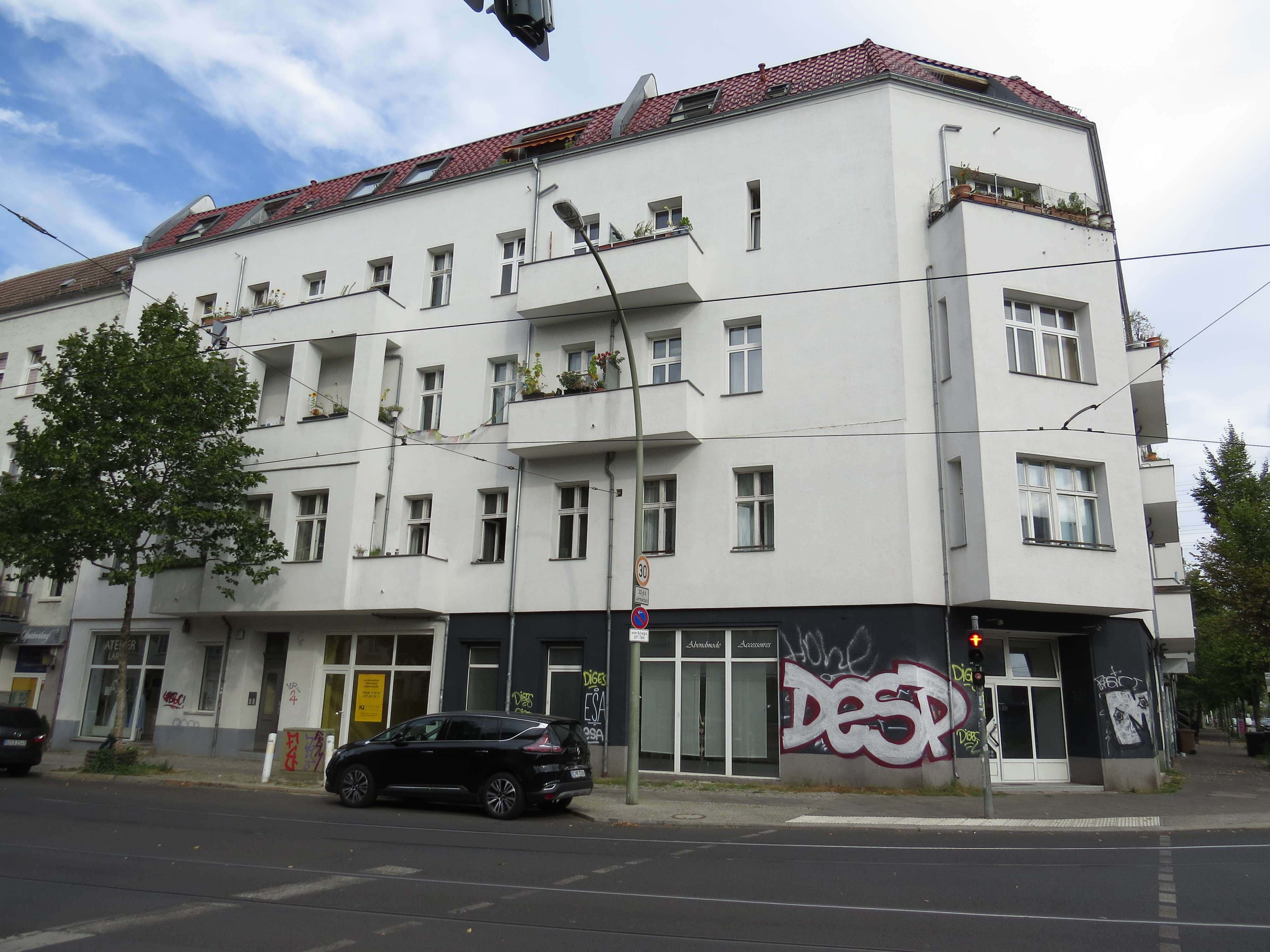
Eckteil des Bauensembles mit Möllendorffstraße 87

Das Bauensemble ist im Jahr 1943 infolge des Bombenabwurfs auf die dem Anger gegenüber stehende Pfarrkirche durch Abbruch seines nördlich angebaut gewesenen Wohnhauses (Nummer 80/81), welches dem Gutsbesitzer und Dorfschulzen Julius Loeper gehört hatte, isoliert worden. Es wird jetzt von seiner einstigen Brandmauer begrenzt. Auf der Südwestseite schließen sich lückenlos Wohnmietshäuser in der Scheffelstraße an.
Zu beiden Straßenseiten hin gibt es in der ersten, zweiten und dritten Etage Balkons, in der Scheffelstraße und direkt in der schrägen Ecke zusätzlich Erker übereinander. In der dritten Etage gehen auch die Erker in offene Balkons über. Das vieretagige Eckgebäude besitzt ein ausgebautes Dachgeschoss in einem Walmdach. Die Abschrägung zur Straßenkreuzung hin wird als Berliner Ecke bezeichnet. Die Geschäftsräume im Erdgeschoss waren von der Ecke zugängig, sie weisen darüber hinaus auch große tiefgezogene Schaufenster auf.
Beim Blick in die leerstehenden Räumlichkeiten sind so gut wie keine Bestandteile aus der Postzeit erkennbar. Vermutet werden kann, dass ein in postgelb angestrichener Stromverteilerkasten auf der Nebeneingangsseite in der Scheffelstraße dazu gehörte.
Am Treppenzugang des Hauses Nr. 86 ist offenbar die historische Holzeingangstür in Teilen erhalten. Sie zeigt geschnitzte Ornamente über den Türfenstern und in einem Quadrat darunter.